# Megastraea undosa
Megastraea undosa är en snäckart som först beskrevs av W. Wood 1828.  Megastraea undosa ingår i släktet Megastraea och familjen turbinsnäckor. Inga underarter finns listade i Catalogue of Life.

## Bildgalleri

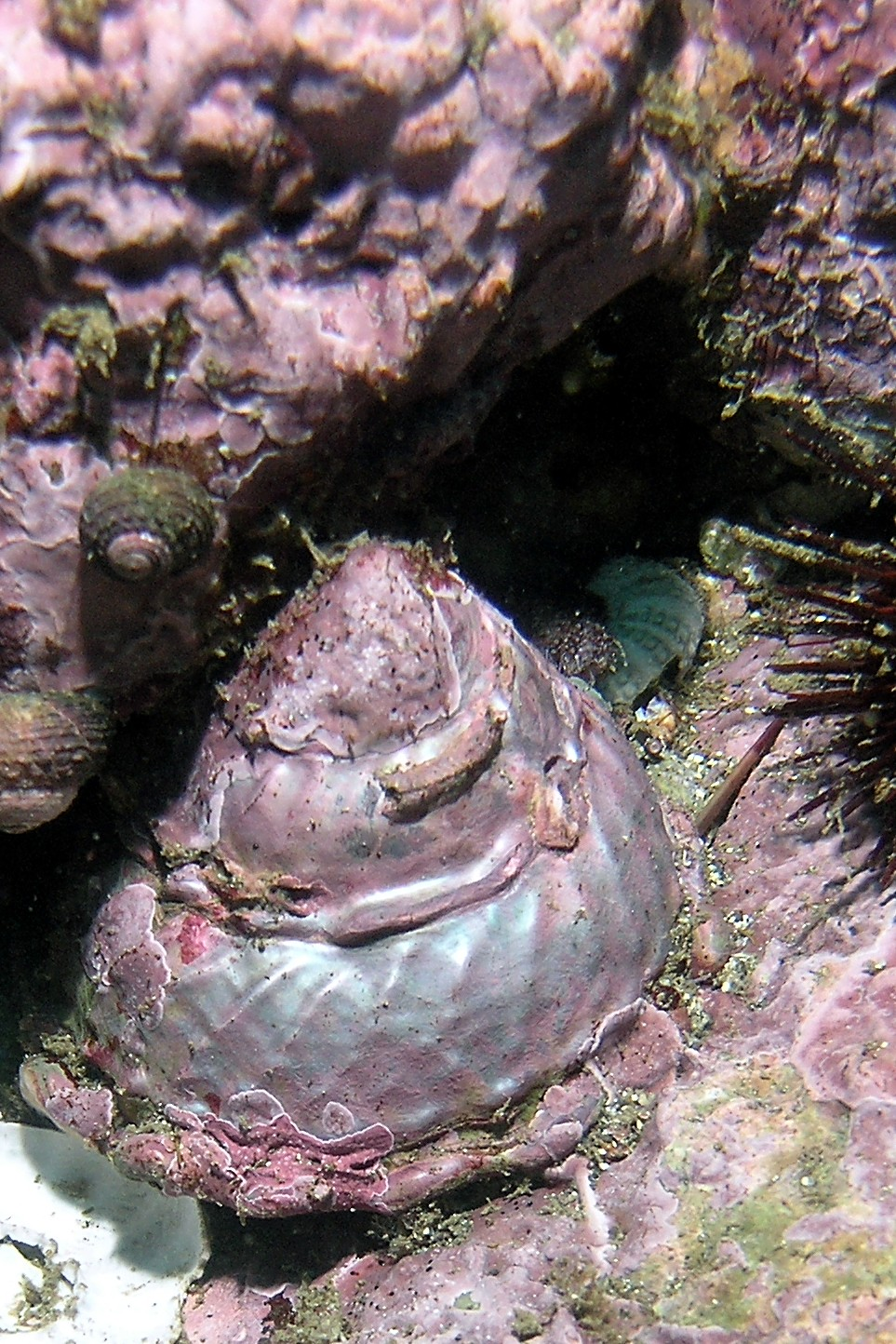